# OPRC条約
OPRC条約（オーピーアールシーじょうやく）とは、船舶の大規模な油流出事故に対する各国の準備、対応および協力体制を整備することを目的として、国際協力体制と個々の国における国内整備を図るため国際海事機関（IMO）が採択した国際条約。
名称は1990年の油による汚染に係る準備、対応及び協力に関する国際条約（International Convention on Oil Pollution Preparedness,Response and Cooperation,1990） であり、油濁事故対策協力条約ともいう。
条約の発効は1995年、日本は条約締約に先立って海洋汚染等及び海上災害の防止に関する法律を改正し1995年10月17日に加入している。2006年2月現在、86カ国が締約。

## 背景
海洋汚染については、ロンドン条約 (1972年)、マルポール条約、海洋法に関する国際連合条約などが結ばれてきたが、1989年に米国のアラスカ沖で座礁事故を起こしたエクソンバルディーズ号原油流出事故は、油流出の対策遅延から付近の海域に生息する生物に多大な被害を与え、世界各国で大きな反響を呼び環境保護に関する意識が高まった。
これを契機に、翌1990年、国際協調の枠組みを定めたのがOPRC条約である。船舶からの油流出防止策は、同年に制定した米国油濁法（OPA 90）により二重船殻（ダブルハル）構造が義務付けられ、1992年にマルポール条約が改正されたことにより、タンカーの造船は二重船殻構造が国際的に定められた。

## 概要
この条約は、船舶、湾岸施設および海洋施設などの想定しうる油流出事故に対し被害を最小限に抑えるためにあり、緊急時計画、準備および対応について各国における体制の確立、国際協力、研究開発、技術協力および相互援助などについて定められている。
主な規定は次の通り
- 「油汚染事故」とは、一つの出来事又は同一の原因を有する一連の出来事のうち、油を排出させるか又はそのおそれがあるもので、海洋環境又は一又はそれ以上の沿岸若しくは関連利益を脅かし、又は脅かすおそれがあり、緊急行動その他の迅速な対応を必要とするものをいう。（第2条2項）
- 各締約国は、その国旗を掲げる権利を有する船舶に対し、この目的のために機関が採択する規定に従い、当該規定により求められる油汚染緊急対策を船内に備えることを要請する。(第3条1項(a)）
- 油汚染の報告手続（第4条）
- 油汚染報告の受理に関する行動（第5条）
- 各締約国は、油汚染事故に迅速かつ効果的に対処するための国内システムを役立する。このシステムは、最小限次のものを含む。（第6条1項）
- 汚染対応における国際協力（第7条）
- 研究開発（第8条）
- 技術協力（第9条）

## OSPAR計画
OPRC条約が採択された翌1991年に湾岸戦争が発起し、大規模な油流出による環境保護には国際協力が重要であることが更に認識された。日本では、OPRC条約の締約に向けて国内体制を整備するとともに、大型タンカーの重要航路であるアセアン諸国の海域で事故が発生すれば周辺諸国に深刻な被害を及ぼすことから、当該海域における大規模な油流出事故が発生した場合の国際的地域緊急防除体制の整備を図ることを目的とする、アセアン海域における大規模な油流出事故への準備および対応に関する国際協力計画（OSPAR計画、Project on Oil Spill Preparedness and Response in Asia）を推進した。
アセアン諸国への資機材の供与は、1993年よりフィリピン、インドネシア、シンガポール、タイ、ブルネイおよびマレーシアの6カ国に対して実施され、1995年に行われたマレーシアへの資機材供与をもって完了した。OSPAR計画に伴い日本沿岸各地にオイルフェンスが配備され、当計画によってアセアン6カ国政府のオイルフェスンス延長は12倍、油改修機の保有台数は4倍になりアセアン海域における油防除能力を飛躍的に向上させた。

## OPRC-HNS議定書
名称は、2000年の危険物質及び有害物質による汚染事件に係る準備、対応及び協力に関する議定書（Protocol on Preparedness, Response and Co-operation to pollution Incidents by Hazardous and Noxious Substances,2000）であり、2000年に採択、2007年に発効された。OPRC-HNS議定書は、対象物質の範囲を油以外の危険物質および有害物質（HNS:Hazardous and Noxious Substances）に拡大したものである。
危険物質および有害物質（HNS）とは「油以外の物質であって、その海洋環境への流出が人体に危害を及ぼし、生物資源および海洋生物を害し、環境に損害を与え、または他の海洋の正当な使用を妨げる可能性のあるもの」とされ、具体的な物質の特定は条約締結国の実情に応じて定めることができる。
日本では、2007年に海洋汚染等及び海上災害の防止に関する法律が改正し対応している。

## 緊急時計画
日本では、OPRC-HNC議定書の承認に伴い、油等汚染事件への準備および対応のための国家的な緊急時計画（国家緊急時計画）の全体的な見直しが行われ、関係機関に緊急時計画書を配備した。なお、放射性物質による汚染については、原子力災害対策特別措置法等に従うため本計画の対象としない。
主な変更は次の通り
- 対象物質を、海洋を汚染するおそれのある「油、有害液体物質、危険物その他の物質」と拡大。
- 揮発性を有する有害液体物質等の防除措置として、薬剤等の使用による蒸発ガスの抑制、放水等による蒸発促進等に関する記述を追加。
- 引火性や毒性を有する物質が排出された場合の措置として、2次災害の防止のための危険防止措置、作業員の安全確保、住民の避難等に関する記述を追加。
- 大規模な汚染事件発生時又はそのおそれがある場合における緊急参集チームの参集、政府の初動措置に関する情報の集約および官邸対策室の設置等に関する記述を追加。

国家緊急時計画は、海洋環境の保全並びに国民の生命、身体および財産の保護のため油汚染事件（有害液体物質、危険物その他の物質を含む）に日本が迅速かつ効果的に対応することを目的として、海上保安庁を中心にして各省庁関係機関と連携を図ることになる。
主な関連法律と計画は次の通り。
- 環境基本法
  - 環境基本計画
- 海洋汚染等及び海上災害の防止に関する法律
  - 排出油等防除計画
- 石油コンビナート等災害防止法
  - 石油コンビナート等防災計画
- 災害対策基本法
  - 防災基本計画 - 防災業務計画 - 地域防災計画